# Girma Wolde-Giorgis
Girma Wolde-Giorgis (Ge'ez: ግርማ ወልደ ጊዮርጊስ; n. 28 decembrie 1924, Addis Abeba, Etiopia – d. 15 decembrie 2018, Addis Abeba, Etiopia) a fost un politician etiopian  Președinte al Etiopiei, din 2001 până în 2013. A fost cea de-a doua persoană care a ocupat funcția de Președinte de la fondarea Republicii Federale Etiopia în 1995.

## Primii ani
Girma Wolde-Giorgis s-a născut la 28 decembrie 1924, în Addis Abeba. A urmat o școală a Bisericii Ortodoxe Etiopiene și mai târziu a intrat la Școala Teferi Mekonnen din Addis Abeba, unde a urmat studiile până la invazia italiană ordonată de Mussolini. Școala a fost apoi redenumită "Scuola Principe di Piemonte"  în onoarea Prințului Moștenitor al Italiei.
Între 1950 și 1952, a primit diplome în management (în Olanda), în gestionarea traficului aerian (în Suedia) și în controlul traficului aerian (în Canada) în cadrul unui program de formare sponsorizat de către Organizația Aviației Civile Internaționale (OACI). El a fost unul dintre primii etiopieni angajați în forțele aeriene etiopiene dominate de specialiștii americani. Girma Wolde-Giorgis a încercat să-i motiveze pe etiopieni să se angajeze în companiile aeriene și a scris o carte despre fundamentele aviației.
 
La summitul interparlamentar din Iugoslavia, el a condamnat sistemul de apartheid din Africa de Sud.
 
Girma Wolde-Giorgis vorbea fluent limbile afan oromo (oromiffa), amharică și engleză.

## Cariera politică
Wolde-Giorgis a fost ales președinte pe 8 octombrie 2001, deși relativ necunoscut, fiind votat, surprinzător, în unanimitate, de Parlamentul Etiopian. Președinția etiopiană este în mare măsură simbolică, cu prerogative foarte limitate. Majoritatea prerogativelor sunt în mâinile Primului Ministru. El a fost reales ca Președinte pe 9 octombrie 2007.

## Viața personală
Wolde-Giorgis făcea parte din grupul etnic Oromo și membru al Bisericii Ortodoxe Etiopiene. El era renumit pentru obiceiul său de a se prezenta la festivalurile etiopiene Meskel Demera  ale Bisericii Ortodoxe Tewahedo. 
Wolde-Giorgis a murit din cauze naturale pe 15 decembrie 2018, cu 13 zile înainte de a 94-a aniversare.

## Serviciul guvernamental
- 1941: s-a înrolat în Etiopian Radio Militare de Comunicare instituit de către Regatul Unit
- 1944: a absolvit Oletta Academia Militară ca un Sub-Lt.
- 1946: s-a alăturat Forțelor Aeriene și a urmat cursuri de Management
- 1948: a devenit profesor asistent în navigație aeriană și de control al zborului
- 1951: a devenit Director General al Ministerului de Comerț, Industrie și Planificare de la înființarea sa
- 1955: a devenit șef al Aviației Civile din Eritreea (Eritreea, pe atunci erat federalizată)
- 1957: a preluat postul de Director General al Autorității Aviației Civile și a fost membru al Consiliului de administrație al Ethiopian Airlines în aceeași perioadă.
- 1961: a devenit membru al camerei inferioare a parlamentului (Camera Deputaților) în Imperial Etiopian Parliament
- Ales purtător de cuvânt de camera inferioară (Camera Deputaților) de la Imperial Etiopian Parlamentului pentru trei ani consecutivi.
- Ajutat câștiga un loc pentru Parlamentul Etiopian în Parlamentare Internaționale a Uniunii și a participat la conferințe de IPU în Elveția, Danemarca și fosta Iugoslavie și a fost ales ca Vice-Președinte al 52-a Reuniune de Uniunea Internațională Parlamentară.
- A servit ca Manager de Importul și Exportul de Întreprindere (IMPEX).
- A servit ca vice-comisar al  Programului pentru Pace elaborat în 1977 guvernul militar din Etiopia (Derg) ca să rezolve problema Eritreei în mod pașnic.